# Bückeburg

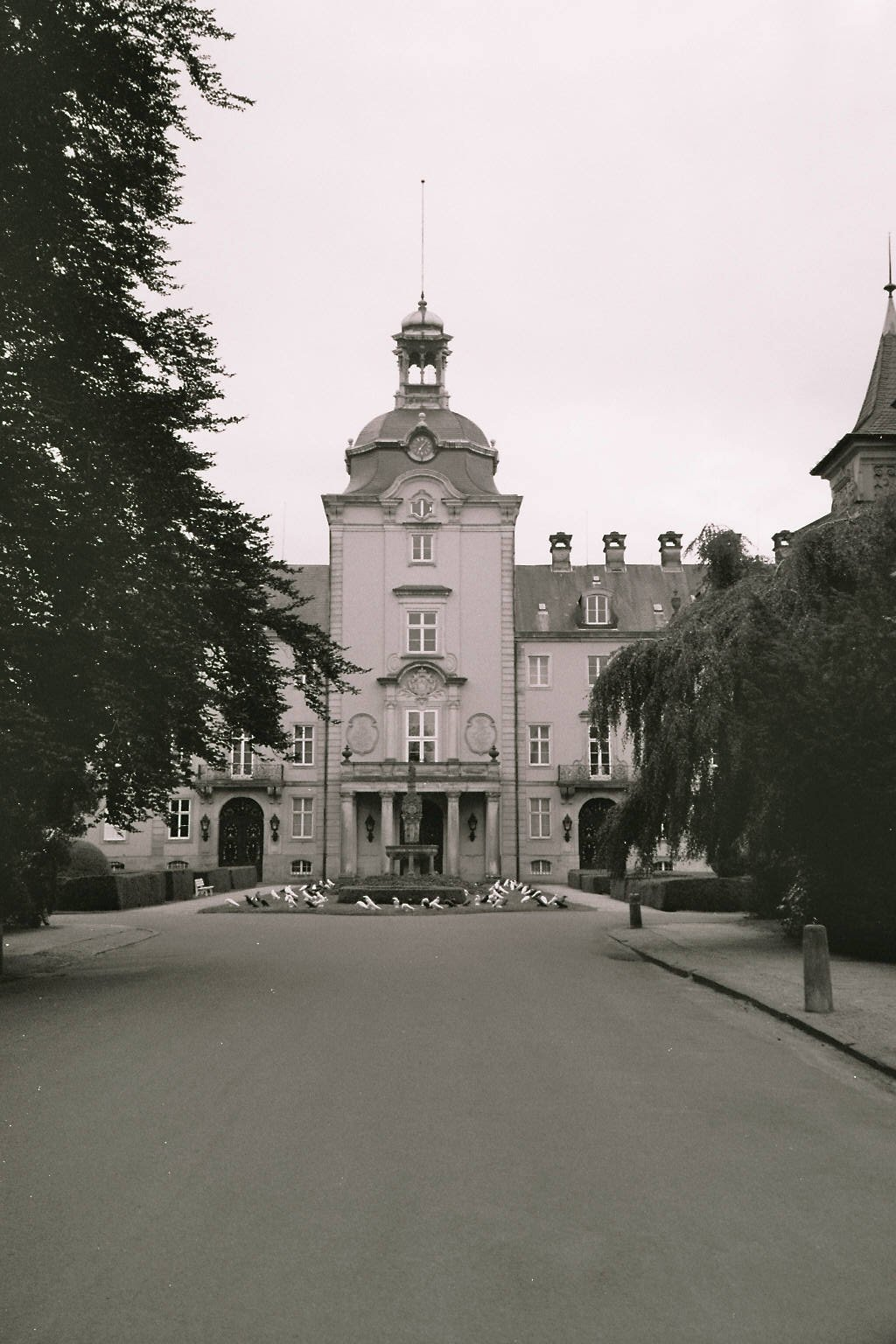
Zamek w Bückeburg

Bückeburg – miasto w Niemczech, w kraju związkowym Dolna Saksonia, w powiecie Schaumburg.

## Geografia
Bückeburg położony jest na Niżu Środkowoeuropejskim niedaleko miasta Minden. Przez miasto przebiegają drogi krajowe B65 i B83.

## Historia
W latach 1643–1918 Bückeburg był stolicą hrabstwa a następnie księstwa Schaumburg-Lippe. Siedzibą władców księstwa był miejscowy zamek.

## Komunikacja
W Bückeburgu znajduje się stacja kolejowa.

## Współpraca
- Nieuwerkerk aan den IJssel, Holandia
- Sablé-sur-Sarthe, Francja